# 梁熙
梁 熙（りょう き、? - 385年）は、五胡十六国時代前秦の人物。小字は白瓜。

## 生涯
前秦に仕え、中書令の地位にあった。
376年5月、苻堅の命により、梁熙は武衛将軍苟萇・左将軍毛盛・歩兵校尉姚萇らと共に、与えられた13万の兵を率いて前涼へ侵攻し、秦州刺史苟池・河州刺史李弁・涼州刺史王統が三州の兵を率いて後続となった。前涼の君主の張天錫は龍驤将軍馬建に2万の兵を与え、前秦軍を迎え撃たせた。8月、梁熙らは清石津から黄河を渡って河会城へ侵攻し、守将の驍烈将軍梁済を降伏させた。さらに梁熙は苟萇と共に石城津から渡河し、纒縮城を攻めてこれを攻略した。馬建は大いに恐れ、楊非から清塞まで撤退した。張天錫は征東将軍常據へ3万の兵を与えて洪池へ派遣し、自らもまた5万の軍で金昌城へ出征した。前秦軍はさらに馬建軍1万を撃破し、さらに洪池へ進んで常據軍を破った。清塞まで侵攻すると、張天錫は司兵趙充哲・中衛将軍史景に勇軍5万を与えて迎撃させたが、赤岸においてこれを破り、3万8千の兵を討ち取った。張天錫は数千騎を率いて姑臧へ撤退するも、前秦軍が姑臧まで進軍すると遂に降伏した。これにより涼州の郡県はみな前秦へ降伏した。
9月、梁熙は持節・西中郎将・涼州刺史・領護西羌校尉に任じられ、姑臧の鎮守を命じられた。梁熙は清廉・倹樸にして民を善く慰撫したので、河西の地は大いに安んじられた。また、前涼の武威郡太守索泮を別駕に、宋皓を主簿に取り立てた。
同月、西平人の郭護が前秦の統治を拒んで反乱を起こしたが、梁熙は宋皓を折衝将軍に任じて討伐を命じ、乱を鎮圧させた。
378年9月、苻堅の命により、梁熙は西域へ使者を派遣し、前秦の威徳が高まっている事を触れ回り、さらに繒彩を諸国の王へ贈った。これにより、10を超える国家が前秦へ朝献するようになった。10月、大宛からは千里を走るといわれる天馬が献上され、いずれも汗血・朱鬣・五色・鳳膺・麟身を始めとした諸々の珍異な種であり、総勢500種余りに及んだ。
378年2月、苻堅は長楽公苻丕に10数万の兵を与え、諸将を統率させて東晋領の襄陽へ侵攻させた。苻丕は同年4月には襄陽へ到達して城を包囲したが、7カ月が経過しても城は陥落の気配を見せなかった。379年1月、苻堅は自ら長安より軍を率いて苻丕らの救援に向かい、冀州牧苻融に関東六州の兵を率いさせて寿春で合流させ、梁熙には涼州軍を率いさせて後軍としようと考えた。しかし、苻融はこれを諫めて「陛下が江南を取りたいと思っているならば、固く博謀・熟慮すべきであり、慌ただしく行うべきではありません。もし襄陽を取るだけで止めようとしているならば、どうして親征するに足りましょうか。一城のためだけに天下の衆を動かすなどありえません。いわゆる『随侯之珠、弾千仞之雀（得る事が少なく失う事が多い事の比喩）』という事です」と述べ、梁熙もまた「晋主（東晋の孝武帝司馬曜）の暴は孫晧ほどではなく、江山の険固な様は守るに易く攻めるに難いです。陛下は必ずや江表（江南）を廓清せんと望み、多くの将帥を任命しておられます。関東の兵を引き、南は淮・泗より臨み、下は梁・益を卒し、東は巴・陝より出しているというのに、どうして鸞輅（皇帝の車）を親屈（君主自ら行動する事）させ、遠く沮沢の地（湿地帯）にまで巡幸する必要がありましょうか。昔、漢光武は公孫述を誅し、晋武帝は孫晧を捕らえましたが、未だ二帝が自ら六師を統率したなど聞き及んでおりません。枹鼓を自ら執れば、矢石を蒙る事にもなりますぞ」と諫めた。これを受け、苻堅は考えを改めた。同年2月には苻丕は襄陽を攻め落とす事に成功した。
前秦の安西将軍呂光は383年1月より西域征伐に赴き、384年には西域全土を服属させた。当時、前秦は東晋征伐を敢行するも大敗を喫し、国内は大いに乱れていたので、呂光の下に苻堅からの命は届かず、彼は自らの判断で西域より軍を帰還させる事を決断した。
385年9月、呂光の軍勢は宜禾まで到達したが、梁熙は呂光の動向を警戒しており、境を閉じてその帰還を阻もうと考えた。前秦の高昌郡太守楊翰は梁熙へ「呂光は西国を定めたばかりであり、兵は強く気鋭であり、鋒を合わせるべきではありません。その考えを推し計りますに、必ずや異図（前秦から離反する考え）を有しておりましょう。今、関中は擾乱となっており、京師の存亡は分からぬからです。河の以西より流沙までは万里の遠方にあり、10万の兵を有しているとなれば、自らを保つには十分でしょう。鼎峙の勢は誠に今日の話となりましょう。もし光が流沙を出れば、その勢に対抗するのは難しくなります。高梧・谷口は水険の要であり、先にこの地を抑えて水を奪うべきです。彼らは渇き窮せば、自ずと戈を投じるでしょう。遠くて守るに難しいのであれば、伊吾の関で距んでもよいでしょう。もしこの二要を抑えれば、子房（漢の三傑の一人の張良）の策といえども図るのは難しくなりましょう。地には必争する所があり、これこそ真に機といえましょう」と勧めたが、梁熙は従わなかった。
さらに美水県令張統は梁熙へ「主上（苻堅）は国を傾けて南討しましたが、覆敗して帰還しました。関中は大乱に陥り、京師の存亡は分かりません。慕容垂は河北で恣まに振る舞い、泓（慕容泓）・沖（慕容沖）は京師を寇逼しており、丁零や雑虜が関・洛で跋扈し、州郡の奸豪は至る所で風扇し、王綱は弛絶し、人は利己を求めんとしております。今、呂光は軍を返しましたが、その志は測り難いものがあります。将軍はどのようにこれを拒まれますか」と問うと、梁熙は「誠に深く憂いているが、どう計を為すべきか分からぬのだ」と答えた。すると張統は「光（呂光）は雄果にして勇毅であり、智略は常人を超越しております。今、西域の威を除いた事で、帰師には勢いがあります。その鋒は野原における猛火の盛であり、これに対抗すべきではありません。将軍は代々殊恩をうけており、忠誠はかねてより明らかであり、王室に勲を立てて今に至っております。行唐公洛（苻洛）は上（苻堅）の従弟であり、その勇猛ぶりは当代随一であります。将軍が計を為すのであれば、彼を盟主として奉じ、衆人の望みを治めるべきです。群豪を総率して忠義を推せば、光であっても異心を抱く事は無くなりましょう。その精鋭を足掛かりに、東は毛興（河州刺史）を兼ね、王統（秦州刺史）・楊璧（南秦州刺史）と連なれば、四州の衆は集結し、諸夏の凶逆を一掃出来、関中において帝室が安んじる事も出来ましょう。これこそ桓文（斉の桓公・晋の文公）の挙であります」と建議した。だが、梁熙はこれにも従わず、却って苻洛の存在を危険視するようになり、西海において処刑してしまった。
呂光もまた楊翰の謀略を聞いて憂慮し、軍をここに留めようと考えた。だが、杜進はこれを諫めて「梁熙は文雅であると評判ですが、機鑒が不足しております。進言を納れて従う事など出来ず、憂うに足る存在ではありません。上下の心は一つではないと聞き及んでおり、ここは速進すべきです。進んでもし勝利を得られなくば、過言の誅を受ける所存です」と述べると、呂光はこれに従って進軍を続けた。
同月、呂光の軍勢が高昌まで到達すると、楊翰は郡ごと降伏して迎え入れた。さらに呂光軍が玉門まで進撃すると、梁熙は各地へ檄文を飛ばし、呂光が命を違えて自らの独断で軍を返した事を責めると共に、子の梁胤を鷹揚将軍に任じ、振威将軍姚皓・別駕衛翰と共に5万の兵を与え、酒泉において進路を遮断させた。だが、敦煌郡太守姚静・晋昌郡太守李純はこれに応じず、郡を挙げて呂光に降伏した。呂光もまた涼州各地へ檄文を飛ばし、梁熙に赴難の誠（苻堅の危機を救おうとしない事）が無く、勝手に帰還を阻もうとしているとして、その罪を数え上げた。そして彭晃・杜進・姜飛らを軍の前鋒として安弥に進ませ、梁胤を攻撃して大いに敗った。梁胤は配下の数百騎と共に東へ逃走したが、杜進はこれを追撃して捕らえた。ここにおいて四山の胡人はみな帰順を申し出た。
同月、武威郡太守彭済は政変を起こして梁熙を捕らえると、姑臧城を開いて呂光へ降伏を請うた。こうして呂光は姑臧へ入城を果たすと、梁熙は処刑された。
これにより涼州の郡県は尽く呂光に降ったが、西郡太守索泮・酒泉郡太守宋皓らだけは梁熙への忠義を貫いて降伏を拒み、呂光に処刑された。

## 怪異譚
- まだ前涼が存続していた頃、前涼の天水郡太守史稷は急死したが、50日後に蘇って「涼州の謙光殿の中に、白瓜が生い茂るのが見える」と告げたという。後に前秦軍の攻勢により前涼は滅亡したが、梁熙の小字は白瓜だった。

- 苻堅の末年、当陽門が震動するといった出来事が起きた。西平郡主簿郭黁は天文に明るく、占候に長けていたので、梁熙は彼へ「これは何の祥なのか」と問うた。すると郭黁は「四夷に関する事です。外国の2王が主上へ来朝しますが、1人は国へ帰り、1人はこの城（姑臧）で死ぬでしょう」と答えた。1年余りすると、車師前部王弥窴・鄯善王休密馱が苻堅の下へ来朝したが、西へ帰還する途上に休密馱は姑臧で亡くなったという。